# Блинд (шахмат)
Партия блинд (от немски blind – „сляп“, „на сляпо“) в шахмата е традиционна партия шах, при която единият или и двамата противници не гледат шахматната дъска и фигурите.
За това е необходимо играчите да помнят разположението на фигурите на дъската и да преценят възможните ходове. За комуникация (съобщаване на ходовете) се използва стандартна алгебрична шахматна нотация. При този вид шахмат е необходимо добро познаване на нотацията на ходовете/полетата на дъската, много добро пространствено въображение и памет, и не на последно място – солиден опит в шахматната игра.
Смятан в продължение на векове за чудо, днес се приема, че всеки по-силен играч би могъл да го играе. За блинд-сеанс на едновременна игра са необходими доста по-сериозни качества. При такъв сеанс обикновено има посредник, който предава ходовете между играчите.

## История
Блинд-партии са били играни твърде рано в историята на шахмата. Предполага се, че първата партия е дело на Саид бин Джубер (Sa'id bin Jubair) (665 – 714) в Близкия изток. В Европа блиндът става популярен, когато шахматни майстори започват да играят блинд срещу любители или други по-слаби противници.
Днес всички професионални шахматисти, изучавайки теорията и разигравайки вече изиграни партии, ползват интензивно шахматната нотация. Това, както и факта, че често им се налага да проследят записаните ходове в дадена партия и някои възможни разклонения в нея блинд, без да местят фигурите по дъската, прави тази разновидност на играта достъпна до широк кръг шахматисти.
Първото известно блинд-състезание в Европа се състои във Флоренция през 1266 г. През 1783 г. великия френски майстор Андре Деникен Филидор демонстрира с голям успех уменията си в сеанс от три блинд-партии. Вестниците, отразяващи събитието, отбелязват неговия начин на тренировка – вечер, преди да заспи, си представял шахматната дъска и фигурите, наредени върху нея.
Пол Морфи през 1858 изнася блинд-сеанс срещу осемте най-силни играчи в Париж със смайващия резултат от шест победи и две ремита. Други по-ранни майстори на блинда са били Луис Паулсен и Джоузеф Хенри Блекбърн, който играе до 16 партии едновременно. Първият официален световен шампион Вилхелм Щайниц играе през 1867 в Дънди, Шотландия блинд-сеанс от шест партии с резултат три победи и три равни. За тези майстори блинд-сенасите са били също и добър източник на доходи.

## Рекордите през 20 век
С течение на времето рекордите при блинд-сеансите растат. През 1900 г. във Филаделфия Хари Нилсън Пилсбъри играе срещу 20 противници. Следващите рекордьори са чешкият шахматист Рихард Рети и руският световен шампион Александър Алехин.
През 1924 г. Алехин играе в Ню Йорк блинд-сеанс срещу 26 много силни играчи. Между тях са Исак Кашдан и Херман Щайнер. Това вероятно е най-силният блинд-турнир игран някога, а резултатът е +16,-5,=5. Следващата година в Париж той среща 28 отбора от по четири души, като постига впечатляващите 22 победи, 3 равни и 3 загуби. Същата година Рети подобрява рекорда му, играейки блинд в Сао Пауло срещу 29 души. След турнира той се шегува със слабата си памет, тъй като е забравил куфарчето си в залата. На 16 юли 1934 в Чикаго Алехин поставя нов рекорд, играейки блинд на 32 дъски, с резултат +19,-5,=5. Съдия на турнира е Едуард Ласкер.
Джордж Колтановски поставя световния рекорд на блинд на 20 септември 1937 г. в Единбург. Той играе 34 блинд-партии едновременно, като печели 24 и губи 10 за период от 13 часа. Постижението е регистрирано в книгата за рекорди на Гинес и се счита ненадминато.
По късно двама шахматисти, Мигел Найдорф и Янош Флеш, декларират, че са го подобрили, но тъй като техните сеанси не са били наблюдавани по надлежния начин това не им се признава. Първият рекорд на Найдорф е в Росарио, Аржентина срещу 40 съперници (резултат +36,=1,-3). Блинд-сеанса е организиран, за да привлече вниманието на обществеността и косвено Найдорф да съобщи на близките си в Полша, че е жив, тъй като решава да остане в Аржентина след участието си на шахматната олимпиада през 1939 г. предвид започващата Втора световна война. Той подобрява рекорда си в Сао Паоло през 1947 г. срещу 45 опоненти с резултат +39,=4,-2.  Тук обаче Найдорф е имал достъп до записите на партиите. Колтановски обявява, че при такива условия може да играе и срещу 100 противници.